# 이에지마 공항
이에지마 공항(일본어: 伊江島空港, IATA:IEJ, ICAO:RORE)은 일본 오키나와현 구니가미군 이에촌에 있는 공항이다.